# She’s Got Nothing On (But the Radio)
She’s Got Nothing On (But the Radio) ist ein Lied der schwedischen Band Roxette. Es wurde am 28. Januar 2011 als erste Single aus ihrem achten Studioalbum Charm School veröffentlicht. Das Lied wurde von Per Gessle geschrieben und zusammen mit Christoffer Lundquist und dem langjährigen Roxette-Produzenten Clarence Öfwerman produziert. Das Musikvideo wurde von Mats Udd gedreht. Mit She’s Got Nothing On (But the Radio) konnten Roxette einen Top-10-Hit in Deutschland verbuchen; in der zehnten Kalenderwoche 2011 stieg der Song auf Platz 10 in die deutschen Single-Charts ein. Der Song ist gleichzeitig Roxettes größter Hit in Deutschland seit How Do You Do! aus dem Jahre 1992.
Der Titel basiert auf einem Zitat von Marilyn Monroe über ein Nackt-Fotoshooting aus dem Jahr 1952: „It’s not true I had nothing on. I had the radio on.“

## Titelliste Single/Versionen
- Download/CD Single[3]

1. She’s Got Nothing On (But the Radio) – 3:36
2. Wish I Could Fly (Live in St. Petersburg, 12. September 2010) – 4:51

- Download – Adrian Lux/Adam Rickfors Remixes[4]

1. She’s Got Nothing On (But the Radio) (Adrian Lux Radio Edit) – 2:43
2. She’s Got Nothing On (But the Radio) (Adrian Lux Extended Mix) – 5:36
3. She’s Got Nothing On (But the Radio) (Adam Rickfors Radio Edit) – 3:32
4. She’s Got Nothing On (But the Radio) (Adam Rickfors Power Edit) – 3:38
5. She’s Got Nothing On (But the Radio) (Adam Rickfors Dub Edit) – 7:25

## Chartplatzierungen
| ChartsChartplatzierungen | Höchstplatzierung | Wochen |
| ------------------------ | ----------------- | ------ |
| Deutschland (GfK)        | 10 (21 Wo.)       | 21     |
| Österreich (Ö3)          | 9 (15 Wo.)        | 15     |
| Schweiz (IFPI)           | 19 (14 Wo.)       | 14     |

| ChartsJahrescharts (2011) | Platzierung |
| ------------------------- | ----------- |
| Deutschland (GfK)         | 71          |

## Mitwirkende
Folgende Personen wirkten an der Entstehung des Lieds She’s Got Nothing On (But the Radio) mit:
- Songwriting: Per Gessle
- Gesang: Per Gessle, Marie Fredriksson
- Gitarren: Christoffer Lundquist, Per Gessle
- Bass: Magnus Börjesson
- Keyboards: Clarence Öfwerman
- Produzenten: Per Gessle, Christoffer Lundquist, Clarence Öfwerman
- Gemischt von Christoffer Lundquist im Aerosol Grey Machine Studio, Vallarum, Skåne, Schweden.